# 木兰围场御制碑、摩崖石刻
木兰围场御制碑、摩崖石刻是位于河北省承德市围场满族蒙古族自治县、隆化县的一系列清朝文物，与木兰秋狝及木兰围场相关。
1982年7月，公布河北省第二批文物保护单位时，以木兰围场之名列入，属于古建筑及历史纪念建筑物类型（编号：129，分类号：101）。2013年5月，以木兰围场御制碑、摩崖石刻之名列入第七批全国重点文物保护单位（石窟寺及石刻）。
现存木兰围场相关文物，分别是七座御碑及一处摩崖石刻。均在承德市围场满族蒙古族自治县境内。2023年，隶属于木兰围场御制碑、摩崖石刻的八处文物列入国家文物局《第一批古代名碑名刻文物名錄》，编号从1518至1525。其中，《于木兰作》碑在围场满族蒙古族自治县与隆化县交界处，1978年由隆化县文物管理所修复。

## 木兰围场御制碑
木兰围场共有七座清帝书写的石刻御碑。六座为乾隆帝书写，一座为嘉庆帝书写。相关研究文章指出，由于历史原因和“文革”破坏，现存木兰围场文物多是近些年拼接修复和扶正的:89。

### 乾隆帝御碑
- 《入崖口有作》碑[4]或称《入崖口有作》诗碑[7]:29
  - 立于乾隆十六年（1751年）[6]:76[4]（存疑[a]）
  - 位于四道沟乡庙宫村[6]:76前伊逊河南山上[4]。当时，沿伊逊河由东崖口进入，是清帝进入木兰围场的东路[6]:76。
  - 《入崖口有作》为一首五言诗[4]。
- 《于木兰作》碑[4]或称《于木兰作》诗碑[3]
  - 一说立于乾隆十六年（1751年），1760年和1761年再次刻诗于此碑[4]。有质疑，认为立碑时间应在所有诗作完成之后[5]。
  - 位于石桌子乡碑梁沟村碑梁顶[4]，即碑梁沟村与隆化县步古沟镇碑梁村的分水岭上[5]。时属木兰围场“七十二围”之一的卜克围，“卜克”的蒙古语意为“坚固”、“伏行”。清代又称此地为“卜克达坂”，意为“坚固的山岭”[6]:82。是当时卜克围的中心围址，伊玛图河发源地之一。此碑在破四旧中被打成碎片。1978年，隆化县文物管理所将征集的碎片拼接修复。1982年，随之列入河北省第二批文物保护单位[5]。
  - 《于木兰作》为九首诗篇。碑侧有一首《过卜克达坂》五言诗，另有一首《过卜克达阪叠旧岁韵》。与清廷平定大小和卓之亂相关[4]。
  - 有研究者在提及《于木兰作》诗碑的同时，称《卜克达坂》诗碑记述了乾隆帝平定大小和卓之亂的业迹[7]:48。
- 《古长城说》碑[4]
  - 立于乾隆十七年（1752年）[6]:82—83[4]（存疑[a]）
  - 位于新拨乡岱尹上村岱尹梁之北山脚下[4]。时属达颜德尔吉围，“达颜德尔吉”的藏語意为“会吉祥”[6]:82。
  - 与乾隆帝对当地燕长城遗址的考察相关[4]。
- 《虎神枪记》碑[4]
  - 立于乾隆十七年（1752年）[4]秋九月[7]:48（存疑[a]）
  - 位于新拨乡骆驼头村月亮湾[6]:83（或称月亮沟）西山坡上，《虎神枪记》碑东面[4]。清朝时，此地属岳乐围，“岳乐”的蒙古语意为“雕”[b]。月亮湾即“岳乐围”的諧音[6]:83。
  - 碑文为满、汉、蒙、藏四体文字[7]:48。
- 《永安湃围场殪虎》碑[3]
  - 立于乾隆二十六年（1761年）[6]:80[4]（存疑[a]）
  - 位于半截塔镇要沟路村西北[4]后洞沟以南的土山顶上。时属永安湃围，“永安湃”的满语意为“沙地”[6]:80。
- 《永安莽碦》碑[4]或称《永安莽碦》诗碑[7]:48
  - 立于乾隆三十九年（1774年)[4]（存疑[a]）
  - 位于腰站乡碑亭子村后山[4]。时属永安莽碦围，“永安莽碦”的满语意为“沙岗”[6]:76。

### 嘉庆帝御碑
- 《木兰记》碑[4]
  - 立于嘉庆十二年（1807年）[6]:76（存疑[a]）。
  - 位于四道沟乡庙宫村[6]:76的伊逊河西岸，与乾隆帝的《入崖口有作》碑遥遥相对[4]。
  - 《木兰记》写于嘉庆十二年（1807年）[4]。文中，嘉庆帝将木兰秋狝视为家法而世代遵守下去[6]:76。

## 摩崖石刻
- 月亮沟摩崖石刻[3]或称岳乐围摩崖石刻[6]:87
  - 位于新拨乡骆驼头村月亮湾[6]:83（或称月亮沟），《虎神枪记》碑东面[4]。清朝时，此地属岳乐围场，“岳乐”的蒙古语意为“雕”[b]。月亮湾即“岳乐围”的諧音[6]:83。
  - 内容为汉字等四种文字所刻：“乾隆十七年秋狝用虎神枪殪虎伏虎于此洞”字句[6]:87。其中，每个汉字高度约25厘米[4]。

## 备注
1. 1 2 3 4 5 6  相关文章提及的立碑时间[6]:76，80，82[4]，可能是碑文写作时间。
2. 1 2  岳乐或为满语，参见：岳樂。